# 遠見雜誌五星縣市長人物列表
為台灣《遠見雜誌》針對縣市首長施政滿意度調查進行的一項評比，主要依縣市首長個人滿意度、施政分數、教育、環保、警政治安、道路與交通、消防與公共安全、醫療衛生、觀光休閒及經濟就業等八大施政面向績效作為評分標準，最後再依權數計算出成績，以評星等，以5顆星為最高等級，本條目列舉歷年五星縣市首長。

## 2005
臺北縣縣長蘇貞昌、苗栗縣縣長傅學鵬、高雄縣縣長楊秋興、高雄市市長謝長廷、澎湖縣縣長賴峰偉。
| 縣市名稱 | 縣市長人物名稱        |
| -------- | --------------------- |
| 臺北縣   | 縣長 民主進步黨蘇貞昌 |
| 苗栗縣   | 縣長無黨籍傅學鵬      |
| 高雄縣   | 縣長 民主進步黨楊秋興 |
| 高雄市   | 市長 民主進步黨謝長廷 |
| 澎湖縣   | 縣長 中國國民黨賴峰偉 |

## 2007
新竹縣縣長鄭永金、新竹市市長林政則、高雄縣縣長楊秋興。
| 縣市名稱 | 縣市長人物名稱        |
| -------- | --------------------- |
| 新竹縣   | 縣長 中國國民黨鄭永金 |
| 新竹市   | 市長 中國國民黨林政則 |
| 高雄縣   | 縣長 民主進步黨楊秋興 |

## 2013
臺南市市長賴清德、高雄市市長陳菊、宜蘭縣縣長林聰賢、花蓮縣縣長傅崐萁。
| 縣市名稱 | 縣市長人物名稱        |
| -------- | --------------------- |
| 臺南市   | 市長 民主進步黨賴清德 |
| 高雄市   | 市長 民主進步黨陳菊   |
| 宜蘭縣   | 縣長 民主進步黨林聰賢 |
| 花蓮縣   | 縣長無黨籍傅崐萁      |

## 2014
臺南市市長賴清德、高雄市市長陳菊、宜蘭縣縣長林聰賢、花蓮縣縣長傅崐萁和台東縣縣長黃健庭。
| 縣市名稱 | 縣市長人物名稱        |
| -------- | --------------------- |
| 臺南市   | 市長 民主進步黨賴清德 |
| 高雄市   | 市長 民主進步黨陳菊   |
| 宜蘭縣   | 縣長 民主進步黨林聰賢 |
| 花蓮縣   | 縣長無黨籍傅崐萁      |
| 臺東縣   | 縣長 中國國民黨黃健庭 |

## 2015
臺南市市長賴清德、高雄市市長陳菊、花蓮縣縣長傅崐萁、臺東縣縣長黃健庭、金門縣縣長陳福海。
| 縣市名稱 | 縣市長人物名稱        |
| -------- | --------------------- |
| 臺南市   | 市長 民主進步黨賴清德 |
| 高雄市   | 市長 民主進步黨陳菊   |
| 花蓮縣   | 縣長無黨籍傅崐萁      |
| 臺東縣   | 縣長 中國國民黨黃健庭 |
| 金門縣   | 縣長無黨籍陳福海      |

## 2016
臺南市市長賴清德、高雄市市長陳菊、花蓮縣縣長傅崐萁、臺東縣縣長黃健庭、連江縣縣長劉增應。
| 縣市名稱 | 縣市長人物名稱        |
| -------- | --------------------- |
| 臺南市   | 市長 民主進步黨賴清德 |
| 高雄市   | 市長 民主進步黨陳菊   |
| 花蓮縣   | 縣長無黨籍傅崐萁      |
| 臺東縣   | 縣長 中國國民黨黃健庭 |
| 連江縣   | 縣長 中國國民黨劉增應 |

## 2017
桃園市市長鄭文燦、新竹市市長林智堅、臺南市市長賴清德、高雄市市長陳菊、花蓮縣縣長傅崐萁、臺東縣縣長黃健庭、連江縣縣長劉增應。
| 縣市名稱 | 縣市長人物名稱        |
| -------- | --------------------- |
| 桃園市   | 市長 民主進步黨鄭文燦 |
| 新竹市   | 市長 民主進步黨林智堅 |
| 臺南市   | 市長 民主進步黨賴清德 |
| 高雄市   | 市長 民主進步黨陳菊   |
| 花蓮縣   | 縣長無黨籍傅崐萁      |
| 臺東縣   | 縣長 中國國民黨黃健庭 |
| 連江縣   | 縣長 中國國民黨劉增應 |

## 2018
桃園市市長鄭文燦、新竹市市長林智堅、花蓮縣縣長傅崐萁、臺東縣縣長黃健庭、連江縣縣長劉增應。
| 縣市名稱 | 縣市長人物名稱        |
| -------- | --------------------- |
| 桃園市   | 市長 民主進步黨鄭文燦 |
| 新竹市   | 市長 民主進步黨林智堅 |
| 臺東縣   | 縣長 中國國民黨黃健庭 |
| 花蓮縣   | 縣長無黨籍傅崐萁      |
| 連江縣   | 縣長 中國國民黨劉增應 |

## 2019
桃園市市長鄭文燦、新竹市市長林智堅、南投縣縣長林明溱、屏東縣縣長潘孟安、花蓮縣縣長徐榛蔚、連江縣縣長劉增應。
| 縣市名稱 | 縣市長人物名稱        |
| -------- | --------------------- |
| 桃園市   | 市長 民主進步黨鄭文燦 |
| 新竹市   | 市長 民主進步黨林智堅 |
| 南投縣   | 縣長 中國國民黨林明溱 |
| 屏東縣   | 縣長 民主進步黨潘孟安 |
| 花蓮縣   | 縣長 中國國民黨徐榛蔚 |
| 連江縣   | 縣長 中國國民黨劉增應 |

## 2020
新北市市長侯友宜、桃園市市長鄭文燦、新竹市市長林智堅、屏東縣縣長潘孟安、連江縣縣長劉增應。
| 縣市名稱 | 縣市長人物名稱        |
| -------- | --------------------- |
| 新北市   | 市長 中國國民黨侯友宜 |
| 桃園市   | 市長 民主進步黨鄭文燦 |
| 新竹市   | 市長 民主進步黨林智堅 |
| 屏東縣   | 縣長 民主進步黨潘孟安 |
| 連江縣   | 縣長 中國國民黨劉增應 |

## 2021
新北市市長侯友宜、桃園市市長鄭文燦、屏東縣縣長潘孟安、花蓮縣縣長徐榛蔚、連江縣縣長劉增應。
| 縣市名稱 | 縣市長人物名稱        |
| -------- | --------------------- |
| 新北市   | 市長 中國國民黨侯友宜 |
| 桃園市   | 市長 民主進步黨鄭文燦 |
| 屏東縣   | 縣長 民主進步黨潘孟安 |
| 花蓮縣   | 縣長 中國國民黨徐榛蔚 |
| 連江縣   | 縣長 中國國民黨劉增應 |

## 2022
新北市市長侯友宜、嘉義縣縣長翁章梁、嘉義市市長黃敏惠、屏東縣縣長潘孟安、花蓮縣縣長徐榛蔚、連江縣縣長劉增應。
| 縣市名稱 | 縣市長人物名稱        |
| -------- | --------------------- |
| 新北市   | 市長 中國國民黨侯友宜 |
| 嘉義縣   | 縣長 民主進步黨翁章梁 |
| 嘉義市   | 市長 中國國民黨黃敏惠 |
| 屏東縣   | 縣長 民主進步黨潘孟安 |
| 花蓮縣   | 縣長 中國國民黨徐榛蔚 |
| 連江縣   | 縣長 中國國民黨劉增應 |

## 評價與爭議
- 2020年6月9日，民進黨臺北市議員洪健益質詢前台北市長柯文哲時，提到新北市長侯友宜出席五星縣市長贈獎典禮，但柯文哲並沒有。柯則回稱：“這不要緊。”、“那我倒覺得以前五星級我看也沒多高明、坐牢的坐牢、欠債的欠債。”[19]

- 2020年06月19日，作家楊索曾在臉書公開表示《遠見雜誌》的縣市長施政滿意度是生財利器，直指這種拿幾十萬人民納稅錢買獎狀、往自己臉上貼金的事，不是什麼光榮事蹟[20]，遭《遠見雜誌》提告妨害名譽[21]。八九學運學生領袖、中國異見人士吾爾開希則公開力挺楊索，吾爾開希認為《遠見雜誌》以訴訟手段恐嚇對其內容提出質疑、挑戰以及批判的聲音，完全背離開放社會中大眾媒體應具備的基本倫理與羞恥心，並揚言如果《遠見雜誌》要告楊索，歡迎連他一併提告[22]。